# Hernán Botbol
Hernán Botbol (18 de octubre de 1981) es un empresario argentino, codirector y uno de los socios del sitio Web 2.0 Taringa!, la cuarta red social más visitada de América Latina, con alta influencia en Argentina y México, además de otros países de habla hispana. En 2012 Botbol trabajó en Silicon Valley, donde se trató de expandir la compañía en la región. Además de Taringa!, Hernán dirige una compañía de alojamiento web que cofundó en 2005, además el ha comentado en reiteradas ocasiones ser un activista por la diversidad sexual.

## Biografía
Hijo de padres médicos, asistió al colegio secundario Hapnot Collegiate Institute en Manitoba, Canadá y más tarde se graduó en Administración de Empresas en la Universidad Argentina de la Empresa en Buenos Aires, Argentina.

## Fundación de Taringa!
Sus comienzos en actividades empresariales se remontan a 2005, cuando participó en WIROOS, junto a su hermano Matías Botbol y Alberto Nakayama. En este ámbito, conocería a Fernando Sanz (alias Cypher), un estudiante de secundaria que había creado Taringa! a principios de 2004. Posteriormente, la compañía de hosting comenzaría a patrocinar el sitio web y así comenzaría una frecuente relación entre Matías Botbol y Fernando Sanz. La página, inspirada en el sitio web estadounidense teoti.com, funcionaba como una plataforma de habla hispana donde se publicaban, entre otras cosas, enlaces web a contenidos con copyright. Siendo éste uno de sus puntos más atractivos, el número de usuarios comenzó a aumentar rápidamente y Sanz no pudo hacer frente a la creciente ola de demandas que esto implicó. Así, a finales de 2006 Cypher decidió venderles TARINGA! por 5000 dólares. La página fue relanzada en 2007, y desde entonces atravesaría un proceso de diversas modificaciones en los años subsiguientes, siendo una de las más significativas la prohibición de postear enlaces a sitios de descarga directa, hecho que tuvo lugar luego de que la Cámara Argentina del Libro presentara una demanda contra Taringa! por facilitar contenido con derechos de autor. Así, la plataforma pasó a funcionar exclusivamente como red social.
En octubre de 2011, momento en el que Taringa! contaba con 70 millones de visitas únicas por mes, Hernán viajó a Estados Unidos en búsqueda de inversores que le permitieran expandir la compañía. Su plan de crecimiento era sumar usuarios de habla anglosajona a la plataforma, y con esta idea lanzaron Socialphy.com, el proyecto hermano de Taringa! en inglés que acabaría fracasando al poco tiempo. Taringa! se convirtió en una exitosa página web de habla hispana antes de la aparición de redes sociales como Facebook y Twitter, y se ha posicionado como una de las páginas web en español más visitadas de Internet, con una base de más de 105 millones de usuarios únicos por mes y presencia en dieciocho países de América Latina, España y los Estados Unidos. Según comScore, Taringa! es la cuarta plataforma de medios sociales más popular en América Latina, por detrás de Facebook.
En el año 2012, los socios de Taringa fueron señalados por la polémica Ley Sinde en España, un intento contra la piratería que pretendía restringir el acceso a diversas webs con la colaboración necesaria de los proveedores de servicio de Internet.
En mayo de 2015 los hermanos Botbol fueron exculpados del juicio interpuesto por María Kodama, viuda de Jorge Luis Borges por violación de derechos de propiedad intelectual.

## Premios y reconocimientos
En 2010, Matías Botbol, Hernán Botbol y Alberto Nakayama, fundadores de Taringa!, fueron galardonados con el Premio Creativo Argentino. Este premio del Círculo de Creativos Argentinos distingue la labor creativa de profesionales en diversos campos. Taringa! recibió el premio no solo por ser uno de los sitios de América Latina más visitados en el mundo, sino también por su comunidad de usuarios únicos con sus propias reglas, protocolos e identidad única.
En 2012, Taringa! recibió el premio "Website del año" en la categoría "Comunidades y Redes Sociales", resultando ganadora tanto en "Mejor Website" como en "Website Más Popular". La compañía europea de investigación en línea MetrixLab ha estado organizando este premio desde hace 10 años y Taringa! fue la única empresa latinoamericana nominada. A pesar de que se enfrentó a la competencia de sitios web como Facebook, Twitter e Instagram en la categoría comunidades y redes sociales, Taringa! fue elegida por los usuarios para convertirse en ganadora.
En lo personal, Hernán Botbol fue distinguido por la Universidad de Palermo en 2012 como uno de los empresarios del año en Argentina.

## Conferencias
Botbol ha obtenido reconocimientos dentro de la industria de Internet y medios digitales de habla hispana. Ha participado como ponente en varias de las principales conferencias de la industria, incluyendo Red Innova (Madrid, junio de 2012), Show Me the Money (2012), Premio estilo emprendedor Palermo 2012, Pechakucha (junio de 2013), fue orador al cierre del Social Media Day Montevideo (junio de 2013), orador en IAB Argentina (agosto de 2013), orador en IAB Uruguay, participó en la primera edición del Foro de Cultura Digital organizado por el Ministerio de Cultura de La Nación (septiembre de 2013), participó del ciclo Conversando con los líderes de Internet organizado por la CACE (Cámara Argentina de Comercio Electrónico) en septiembre de 2013, y fue invitado a una sesión de Conversando con Mirtha Legrand (septiembre de 2013).